# Polycephalomyces
Polycephalomyces är ett släkte av svampar. Polycephalomyces ingår i familjen Ophiocordycipitaceae, ordningen köttkärnsvampar, klassen Sordariomycetes, divisionen sporsäcksvampar och riket svampar.
|                  | Hymenostilbe |
|                  | |
|                  | Haptocillium |
|                  | |
|                  | Elaphocordyceps |
|                  | |
|                  | Ophiocordyceps |
|                  | |
|                  | Syngliocladium |
|                  | |
|                  | Chaunopycnis |
|                  | |
|                  | Tolypocladium |
|                  | |
|                  | Hirsutella |
|                  | |
| Polycephalomyces | \| \| Polycephalomyces tomentosus \| \| \| \| \| \| Polycephalomyces formosus \| \| \| \| \| \| Polycephalomyces ramosus \| \| \| \| |
|                  | \| \| Polycephalomyces tomentosus \| \| \| \| \| \| Polycephalomyces formosus \| \| \| \| \| \| Polycephalomyces ramosus \| \| \| \| |
|                  | Polycephalomyces tomentosus |
|                  | |
|                  | Polycephalomyces formosus |
|                  | |
|                  | Polycephalomyces ramosus |
|                  | |

|  | Polycephalomyces tomentosus |
|  |                             |
|  | Polycephalomyces formosus   |
|  |                             |
|  | Polycephalomyces ramosus    |
|  |                             |